# Adam Aston
Adam Aston, ursprungligen Adolf Loewinsohn, från 1935 var Adam Aston även hans officiella namn, född 17 september 1902 i Warszawa, död 10 januari 1993 i London, var en polsk skådespelare och sångare av judisk härkomst. Föräldrarna var köpmannen Maksymilian Loewinsohn och lärarinnan Gustawa f. Popielec. Under mellankrigstiden var han en av de populäraste artisterna i Polen.
Aston deltog som frivillig i det polsk-sovjetiska kriget 1920. 1923 började han studera juridik vid universitetet i Warszawa, men avbröt studierna after två år. Därefter tog han en kurs i tandvård. 1928 började han arbeta som handelsresande för den holländska likörtillverkaren Hulstkamps agentur i Warszawa. Han blev firman trogen till andra världskrigets utbrott och avancerade till dess direktör. Samtidigt bedrev han musikstudier, bl.a. i sång för operasångaren Wacław Brzeziński 1927–1929. 1935 gifte han sig med skådespelerskan Lucyna Nowikow.
1930–1933 var han medlem i vokalgruppen Chór Henryka Warsa och det var Henryk Wars kom på pseudonymen Aston, av "as tonu" (tonässet). Från 1930 tog grammofonkarriären fart, under sin sångarkarriär spelade han in ungefär 960 stycken, främst för skivbolaget Syrena. Han gjorde även inspelningar för andra märken, Odeon, Parlophon, Columbia och Lonora, då oftast under pseudonymen Adam Wiński. För Syrena sjöng han in ett antal moderna schlager på hebreiska under pseudonymen Ben-Lewi. Han sjöng också i radio, bl.a. i alla nyårskonserter 1935–1939.
Under andra världskriget hamnade han först i Lwów, som ockuperades av Sovjetunionen, och efter Tysklands anfall på Sovjetunionen 1941 i Frunze. Han anslöt till general Anders armé och deltog också i slaget om Monte Cassino 1944. Efter kriget bodde han i Storbritannien och Sydafrika.

## Mest kända sånger
- Ach, zostań
- Czerwone maki na Monte Cassino
- Czy pani tańczy rumbę
- Jak trudno jest zapomnieć
- Jest jedna jedyna
- Jo-jo
- Każdemu wolno kochać
- Serce matki
- W błękicie oczu twoich
- W siódmym niebie
- Zakochany złodziej
- Zatańczmy jeszcze ten raz

## Filmografi
- 1935 Manewry miłosne
- 1935 Dwie Joasie